# Вулиця Князя Вітовта (Дніпро)

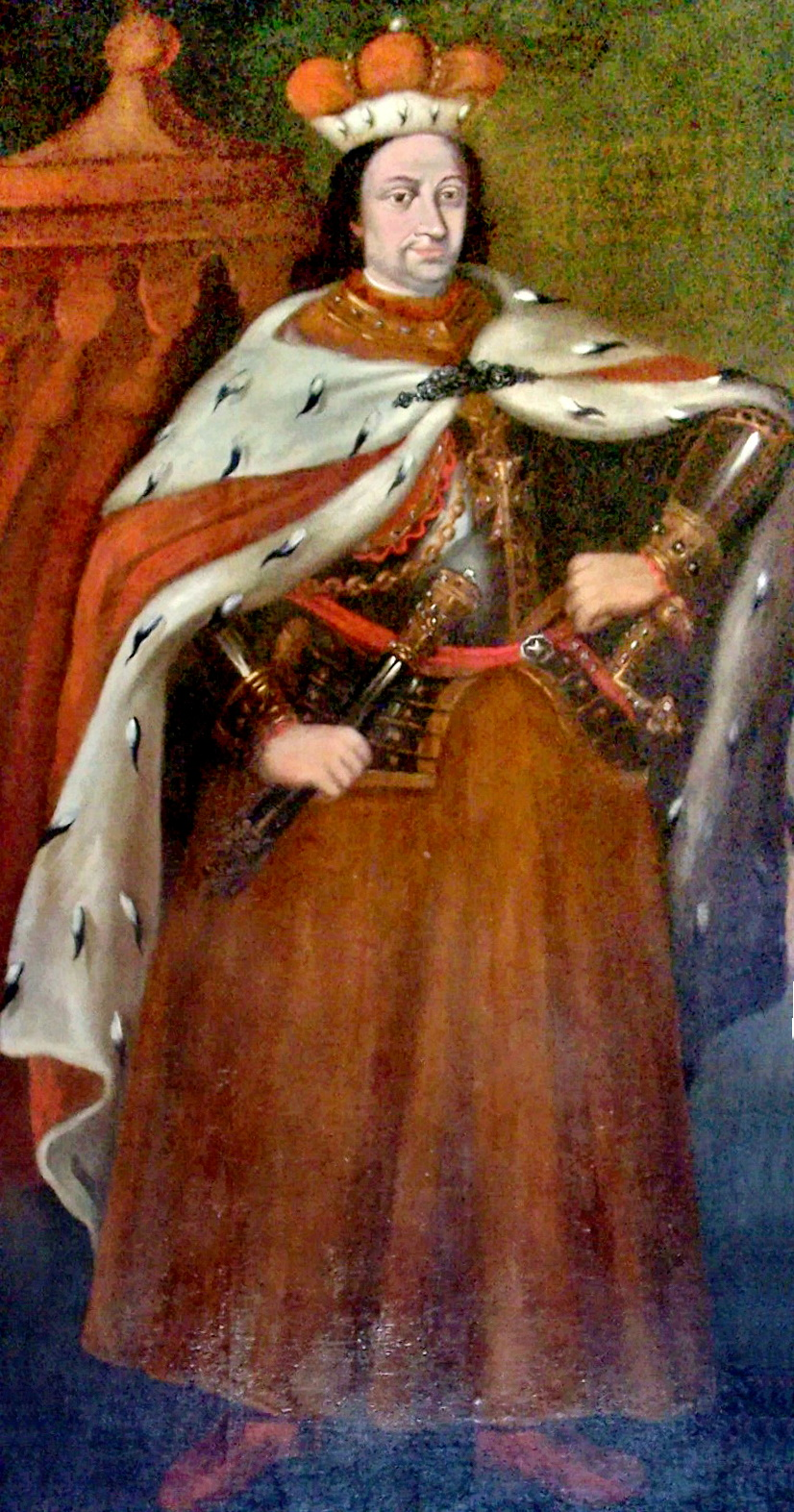
Вітовт

Вулиця Князя Вітовта — вулиця в Самарському районі міста Дніпро (місцевість Ігрень). Починається від вулиці Таджицької та пролягає до вулиці Липневої.

## Історія
У радянські часи вулиця носила назву «вулиця Романовського».
20 вересня 2023 року Дніпровська міська рада перейменувала вулицю Романовського на честь Великого князя литовського, князя луцького Вітовта.

## Перехресні вулиці
- вулиця Автодорожна
- вулиця Князя Костянтина Острозького
- вулиця Івана Рудичіва
- вулиця Оранжерейна